# Einslepinella ulrichi
Einslepinella ulrichi is een eenoogkreeftjessoort uit de familie van de Schminkepinellidae. De wetenschappelijke naam van de soort is voor het eerst geldig gepubliceerd in 2006 door Martínez Arbizu.